# 1982 في كولومبيا
فيما يلي قوائم الأحداث التي وقعت خلال عام 1982 في كولومبيا.

## سياسة

### تعيين في المنصب
- 1 يناير – بابلو إسكوبار عضو مجلس النواب الكولومبي.
- 7 أغسطس – بيليساريو بيتانكور رئيس كولومبيا.

### انتهاء فترة المنصب
- 7 أغسطس – خوليو سيزار تورباي أيالا رئيس كولومبيا.

## مواليد

### يناير
- 28 يناير – مارتن كارديناس متسابق دراجات نارية كولومبي.

### فبراير
- 9 فبراير – خوليان استفيان فيليز لاعب كرة قدم كولومبي.[1]

### مايو
- 14 مايو – هنري خافيير هرنانديز لاعب كرة قدم كولومبي.[2]

### يونيو
- 26 يونيو – هيكتور فابيان راميريز لاعب كرة قدم.[3]

### يوليو
- 10 يوليو – ادوين غارسيا لاعب كرة قدم كولومبي.[4]
- 10 يوليو – هيكتور بايز درّاج طريق كولومبي.
- 20 يوليو – دايفيد غونزاليس لاعب كرة قدم كولومبي.[5]
- 23 يوليو – فالنتينا أكوستا ممثلة كولومبية.

### أغسطس
- 24 أغسطس – ماوريسيو مينا لاعب كرة قدم كولومبي.[6]
- 29 أغسطس – ويليام كوندي لاعب كرة قدم كولومبي.[7]

### سبتمبر
- 15 سبتمبر – تشارلز كوردوبا لاعب كرة قدم كولومبي.[8]

### أكتوبر
- 11 أكتوبر – ريكاردو كوردوبا ملاكم بنمي.
- 12 أكتوبر – جوسيمار موسكيرا لاعب كرة قدم أرجنتيني.[9]
- 30 أكتوبر – خوان كارلوس إسكوبار لاعب كرة قدم كولومبي.[10]

### نوفمبر
- 20 نوفمبر – إلفيس غونزاليس لاعب كرة قدم كولومبي.
- 28 نوفمبر – كارلوس دياز لاعب كرة قدم كولومبي.

### ديسمبر
- 18 ديسمبر – بونتوس كارلسون
- 27 ديسمبر – سارا كورالس ممثلة كولومبية.

## وفيات

### فبراير
- 24 فبراير – إغناثيو كال (مواليد 1931) لاعب كرة قدم كولومبي.

### مارس
- 29 مارس – إنداليكو ليفانو اقيري (مواليد 1917)[11]